# Llista d'asteroides/174601-174700
| Nom      | Designació provisional | Data de descobriment   | Lloc de descobriment | Descobridor/s  |
| -------- | ---------------------- | ---------------------- | -------------------- | -------------- |
| 174601 - | 2003 QA78              | 24 d'agost de 2003     | Socorro              | LINEAR         |
| 174602 - | 2003 QM107             | 31 d'agost de 2003     | Socorro              | LINEAR         |
| 174603 - | 2003 QN111             | 31 d'agost de 2003     | Socorro              | LINEAR         |
| 174604 - | 2003 QO111             | 31 d'agost de 2003     | Socorro              | LINEAR         |
| 174605 - | 2003 RT5               | 3 de setembre de 2003  | Haleakala            | NEAT           |
| 174606 - | 2003 RP21              | 13 de setembre de 2003 | Haleakala            | NEAT           |
| 174607 - | 2003 RE27              | 3 de setembre de 2003  | Socorro              | LINEAR         |
| 174608 - | 2003 SY5               | 16 de setembre de 2003 | Palomar              | NEAT           |
| 174609 - | 2003 SZ25              | 17 de setembre de 2003 | Haleakala            | NEAT           |
| 174610 - | 2003 SB36              | 18 de setembre de 2003 | Socorro              | LINEAR         |
| 174611 - | 2003 SV36              | 19 de setembre de 2003 | Desert Eagle         | W. K. Y. Yeung |
| 174612 - | 2003 SM39              | 16 de setembre de 2003 | Palomar              | NEAT           |
| 174613 - | 2003 SH41              | 17 de setembre de 2003 | Palomar              | NEAT           |
| 174614 - | 2003 SQ43              | 16 de setembre de 2003 | Anderson Mesa        | LONEOS         |
| 174615 - | 2003 SO44              | 16 de setembre de 2003 | Anderson Mesa        | LONEOS         |
| 174616 - | 2003 SQ51              | 18 de setembre de 2003 | Palomar              | NEAT           |
| 174617 - | 2003 SX51              | 18 de setembre de 2003 | Palomar              | NEAT           |
| 174618 - | 2003 SC52              | 18 de setembre de 2003 | Palomar              | NEAT           |
| 174619 - | 2003 SH64              | 18 de setembre de 2003 | Campo Imperatore     | CINEOS         |
| 174620 - | 2003 SB66              | 18 de setembre de 2003 | Socorro              | LINEAR         |
| 174621 - | 2003 SX66              | 19 de setembre de 2003 | Campo Imperatore     | CINEOS         |
| 174622 - | 2003 SN67              | 19 de setembre de 2003 | Socorro              | LINEAR         |
| 174623 - | 2003 SC74              | 18 de setembre de 2003 | Kitt Peak            | Spacewatch     |
| 174624 - | 2003 SY74              | 18 de setembre de 2003 | Kitt Peak            | Spacewatch     |
| 174625 - | 2003 ST76              | 19 de setembre de 2003 | Uccle                | Uccle          |
| 174626 - | 2003 SN77              | 19 de setembre de 2003 | Kitt Peak            | Spacewatch     |
| 174627 - | 2003 SQ79              | 19 de setembre de 2003 | Kitt Peak            | Spacewatch     |
| 174628 - | 2003 ST91              | 18 de setembre de 2003 | Palomar              | NEAT           |
| 174629 - | 2003 SD92              | 18 de setembre de 2003 | Kitt Peak            | Spacewatch     |
| 174630 - | 2003 SJ93              | 18 de setembre de 2003 | Kitt Peak            | Spacewatch     |
| 174631 - | 2003 SD108             | 20 de setembre de 2003 | Palomar              | NEAT           |
| 174632 - | 2003 SK110             | 20 de setembre de 2003 | Palomar              | NEAT           |
| 174633 - | 2003 SM110             | 20 de setembre de 2003 | Palomar              | NEAT           |
| 174634 - | 2003 SC111             | 20 de setembre de 2003 | Haleakala            | NEAT           |
| 174635 - | 2003 SZ124             | 19 de setembre de 2003 | Campo Imperatore     | CINEOS         |
| 174636 - | 2003 SU125             | 19 de setembre de 2003 | Socorro              | LINEAR         |
| 174637 - | 2003 SK137             | 20 de setembre de 2003 | Palomar              | NEAT           |
| 174638 - | 2003 SG138             | 19 de setembre de 2003 | Socorro              | LINEAR         |
| 174639 - | 2003 SA139             | 21 de setembre de 2003 | Socorro              | LINEAR         |
| 174640 - | 2003 SN141             | 19 de setembre de 2003 | Kitt Peak            | Spacewatch     |
| 174641 - | 2003 SU141             | 20 de setembre de 2003 | Campo Imperatore     | CINEOS         |
| 174642 - | 2003 SL142             | 20 de setembre de 2003 | Socorro              | LINEAR         |
| 174643 - | 2003 SF145             | 19 de setembre de 2003 | Haleakala            | NEAT           |
| 174644 - | 2003 SD155             | 19 de setembre de 2003 | Anderson Mesa        | LONEOS         |
| 174645 - | 2003 SH161             | 18 de setembre de 2003 | Socorro              | LINEAR         |
| 174646 - | 2003 SO164             | 20 de setembre de 2003 | Anderson Mesa        | LONEOS         |
| 174647 - | 2003 SX167             | 23 de setembre de 2003 | Haleakala            | NEAT           |
| 174648 - | 2003 SO169             | 23 de setembre de 2003 | Haleakala            | NEAT           |
| 174649 - | 2003 SA173             | 18 de setembre de 2003 | Socorro              | LINEAR         |
| 174650 - | 2003 SK181             | 20 de setembre de 2003 | Socorro              | LINEAR         |
| 174651 - | 2003 SJ189             | 22 de setembre de 2003 | Palomar              | NEAT           |
| 174652 - | 2003 SJ190             | 24 de setembre de 2003 | Haleakala            | NEAT           |
| 174653 - | 2003 SC191             | 18 de setembre de 2003 | Palomar              | NEAT           |
| 174654 - | 2003 SL192             | 20 de setembre de 2003 | Campo Imperatore     | CINEOS         |
| 174655 - | 2003 SZ194             | 20 de setembre de 2003 | Haleakala            | NEAT           |
| 174656 - | 2003 SD195             | 20 de setembre de 2003 | Palomar              | NEAT           |
| 174657 - | 2003 ST199             | 21 de setembre de 2003 | Anderson Mesa        | LONEOS         |
| 174658 - | 2003 SH204             | 22 de setembre de 2003 | Socorro              | LINEAR         |
| 174659 - | 2003 SV207             | 26 de setembre de 2003 | Socorro              | LINEAR         |
| 174660 - | 2003 SW209             | 25 de setembre de 2003 | Haleakala            | NEAT           |
| 174661 - | 2003 SM210             | 26 de setembre de 2003 | Socorro              | LINEAR         |
| 174662 - | 2003 SZ213             | 26 de setembre de 2003 | Desert Eagle         | W. K. Y. Yeung |
| 174663 - | 2003 SY216             | 27 de setembre de 2003 | Desert Eagle         | W. K. Y. Yeung |
| 174664 - | 2003 SR220             | 29 de setembre de 2003 | Desert Eagle         | W. K. Y. Yeung |
| 174665 - | 2003 SC225             | 25 de setembre de 2003 | Haleakala            | NEAT           |
| 174666 - | 2003 SR230             | 24 de setembre de 2003 | Palomar              | NEAT           |
| 174667 - | 2003 SN232             | 24 de setembre de 2003 | Haleakala            | NEAT           |
| 174668 - | 2003 SQ233             | 25 de setembre de 2003 | Palomar              | NEAT           |
| 174669 - | 2003 SY246             | 26 de setembre de 2003 | Socorro              | LINEAR         |
| 174670 - | 2003 SA249             | 26 de setembre de 2003 | Socorro              | LINEAR         |
| 174671 - | 2003 SW251             | 26 de setembre de 2003 | Socorro              | LINEAR         |
| 174672 - | 2003 SB252             | 26 de setembre de 2003 | Socorro              | LINEAR         |
| 174673 - | 2003 SO255             | 27 de setembre de 2003 | Kitt Peak            | Spacewatch     |
| 174674 - | 2003 SD260             | 29 de setembre de 2003 | Socorro              | LINEAR         |
| 174675 - | 2003 SB270             | 24 de setembre de 2003 | Haleakala            | NEAT           |
| 174676 - | 2003 SE284             | 20 de setembre de 2003 | Socorro              | LINEAR         |
| 174677 - | 2003 SA297             | 16 de setembre de 2003 | Palomar              | NEAT           |
| 174678 - | 2003 SB303             | 17 de setembre de 2003 | Palomar              | NEAT           |
| 174679 - | 2003 SD303             | 17 de setembre de 2003 | Palomar              | NEAT           |
| 174680 - | 2003 SC304             | 17 de setembre de 2003 | Palomar              | NEAT           |
| 174681 - | 2003 SO309             | 27 de setembre de 2003 | Socorro              | LINEAR         |
| 174682 - | 2003 SJ311             | 29 de setembre de 2003 | Socorro              | LINEAR         |
| 174683 - | 2003 TD7               | 1 d'octubre de 2003    | Anderson Mesa        | LONEOS         |
| 174684 - | 2003 TL9               | 5 d'octubre de 2003    | Haleakala            | NEAT           |
| 174685 - | 2003 TL20              | 14 d'octubre de 2003   | Palomar              | NEAT           |
| 174686 - | 2003 TM37              | 2 d'octubre de 2003    | Kitt Peak            | Spacewatch     |
| 174687 - | 2003 UV9               | 20 d'octubre de 2003   | Nashville            | R. Clingan     |
| 174688 - | 2003 UR14              | 16 d'octubre de 2003   | Anderson Mesa        | LONEOS         |
| 174689 - | 2003 UM15              | 16 d'octubre de 2003   | Anderson Mesa        | LONEOS         |
| 174690 - | 2003 UG19              | 20 d'octubre de 2003   | Kitt Peak            | Spacewatch     |
| 174691 - | 2003 US22              | 23 d'octubre de 2003   | Anderson Mesa        | LONEOS         |
| 174692 - | 2003 UY25              | 22 d'octubre de 2003   | Kitt Peak            | Spacewatch     |
| 174693 - | 2003 UW27              | 22 d'octubre de 2003   | Goodricke-Pigott     | R. A. Tucker   |
| 174694 - | 2003 UP40              | 16 d'octubre de 2003   | Anderson Mesa        | LONEOS         |
| 174695 - | 2003 UG47              | 16 d'octubre de 2003   | Goodricke-Pigott     | R. A. Tucker   |
| 174696 - | 2003 UW53              | 18 d'octubre de 2003   | Palomar              | NEAT           |
| 174697 - | 2003 UC58              | 16 d'octubre de 2003   | Kitt Peak            | Spacewatch     |
| 174698 - | 2003 UV60              | 16 d'octubre de 2003   | Palomar              | NEAT           |
| 174699 - | 2003 UY64              | 16 d'octubre de 2003   | Anderson Mesa        | LONEOS         |
| 174700 - | 2003 UJ68              | 16 d'octubre de 2003   | Anderson Mesa        | LONEOS         |